# László Aranyi
László Aranyi (n.26 aprilie 1957, Keszthely-) este un scriitor, poet maghiar.